# Zagłębie Dąbrowskie

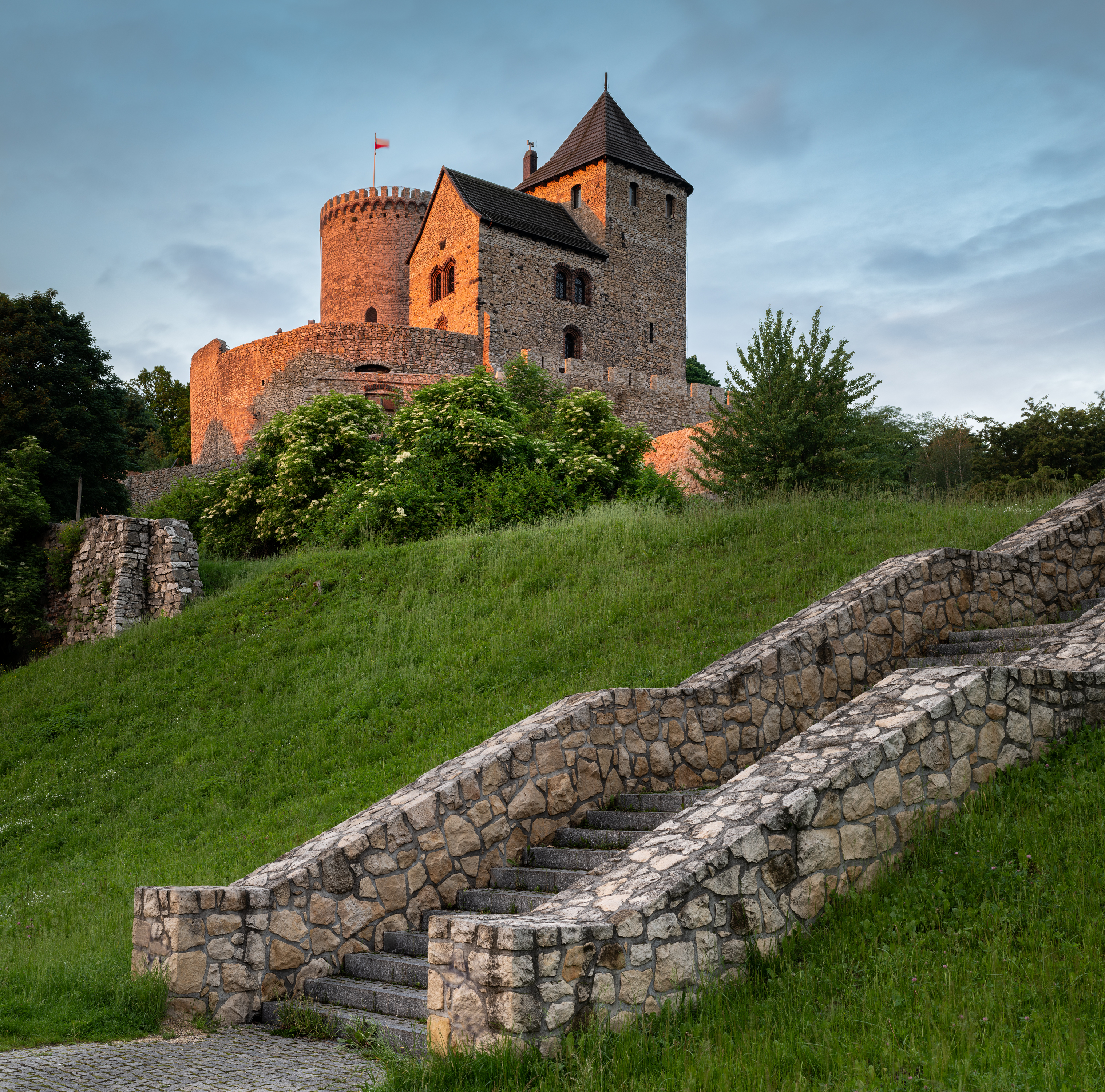
Będzin, mittelalterliche Burg

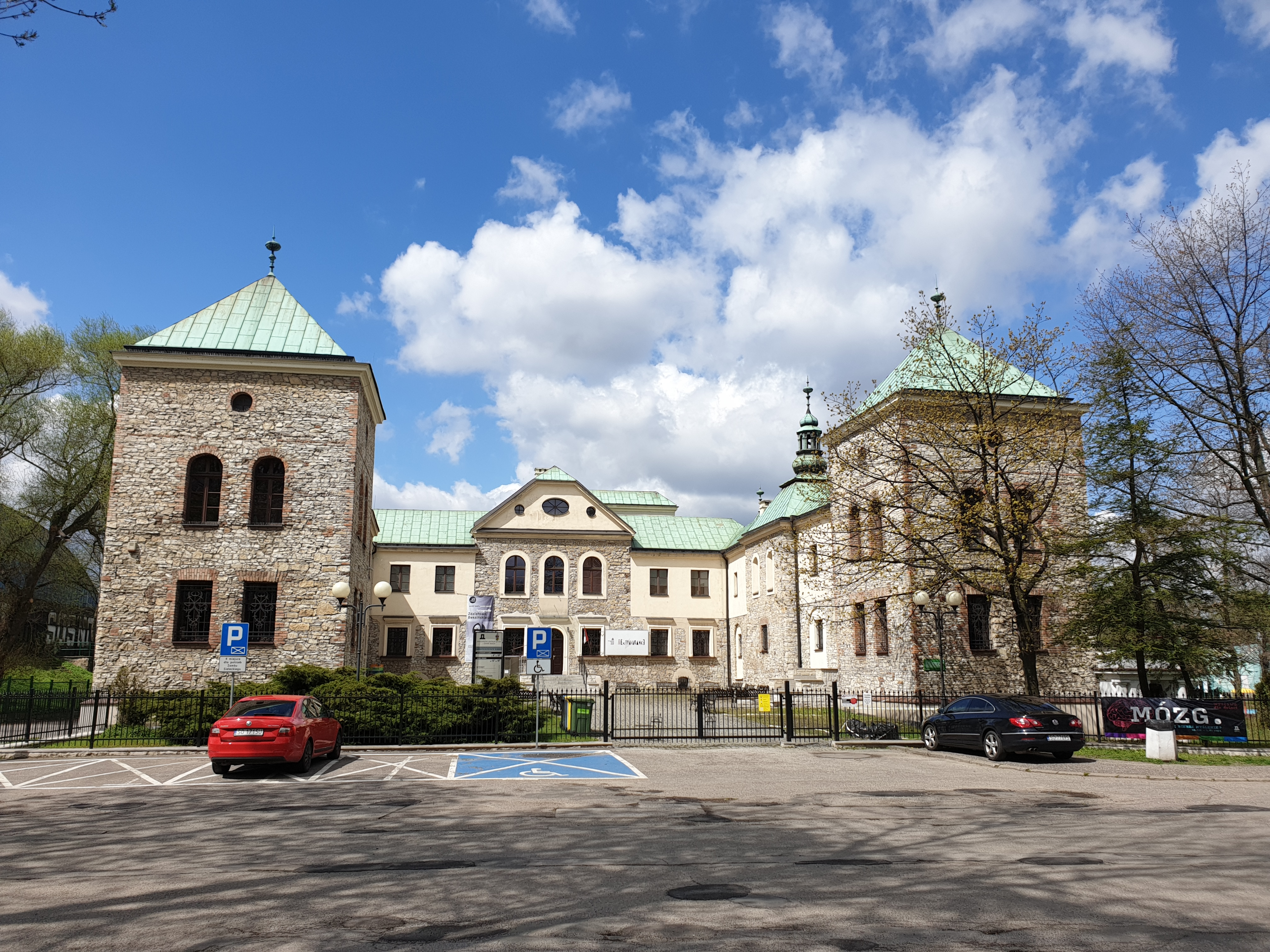
Sosnowiec, Jägerschloss Sielce - Zamek Sielecki

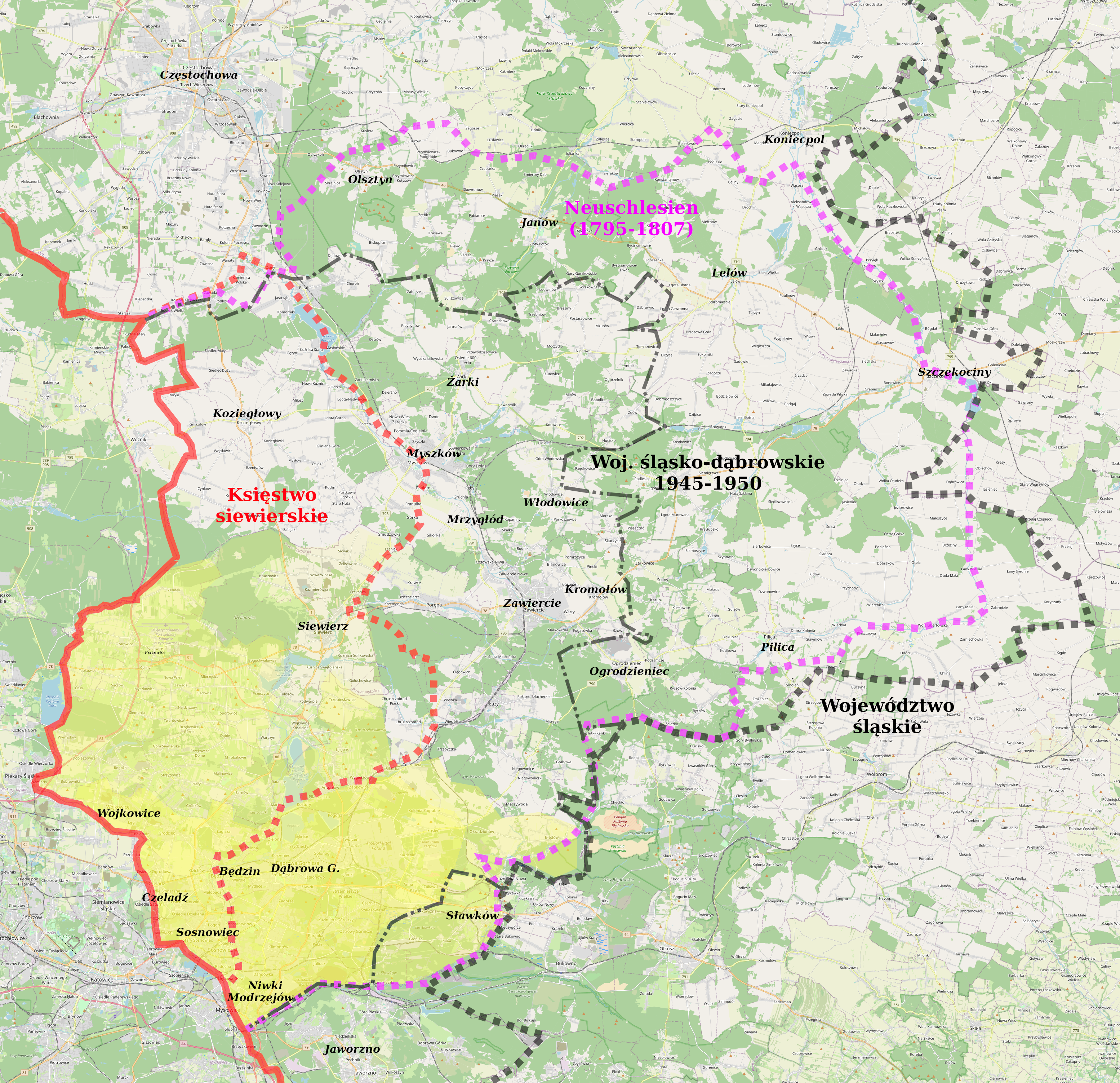
Zagłębie Dąbrowskie (gelb) auf moderner Karte im Hintergrund

Zagłębie Dąbrowskie ([zaˈɡwɛmbjɛ dɔmˈbrɔfskjɛ], deutsch Polnisches Kohlebecken, Dombrowaer Kohlebecken) ist eine Industrieregion in Polen in der Woiwodschaft Schlesien. Sie befindet sich östlich der Bezirkshauptstadt Katowice am Rande des Oberschlesischen Steinkohlebeckens, historisch ist sie aber Teil der Region Kleinpolen, obwohl einige Male politisch mit Schlesien vereinigt. Die größten Städte sind Sosnowiec und das namensgebende Dąbrowa Górnicza, die historisch bedeutendsten Będzin und Czeladź im Süden des ehemaligen Herzogtums Siewierz. Die Stadtgrenzen sind dabei kaum zu erkennen, so stark zusammengewachsen sind die Ortschaften.

## Historische Region
Historisch gesehen ist Zagłębie nicht schlesisch, die gemeinsame industrielle Entwicklung ließ die Region jedoch mit Oberschlesien zusammenwachsen, wenn auch die Unterschiede bis heute zu einigen Animositäten unter den Einwohnern der Region beiderseits des historischen Grenzstromes Brynica führen und Vorurteile fortbestehen lassen: In Oberschlesien bleibe man unter sich, die Leute seien eher einfache Arbeiter, stark konfessionell (katholisch oder evangelisch) geprägt, eifrig und warschaufeindlich. Die Einwohner des Zagłębie, Zagłębiacy, seien dagegen die cleveren Karrieretypen, atheistisch, Kommunisten bzw. Sozialisten und warschautreu. Einiges an den Vorurteilen stimmt jedoch: In Oberschlesien wird meist Schlesisch (polnischer Dialekt) gesprochen, in Zagłębie aufgrund des starken Zuzugs aus allen Gebieten Polens Standardpolnisch (bis auf den Jargon der Arbeiter). Der ursprüngliche lokale kleinpolnische Dialekt ist ausgestorben. Auch in Sachen Glauben ist ein Unterschied zu Schlesien merkbar. Die Zahl der Katholiken in Sonntagsmessen ist in Sosnowiec die niedrigste in Polen. Die gute Verkehrsanbindung an Warschau erlaubt den Zagłębiacy den schnellen Kontakt zur Hauptstadt des Landes, während sich Oberschlesien als Konkurrent und industrieller Lieferant des polnischen Machtzentrums empfindet. So werden die Zagłębiacy in Schlesien als Fremdlinge angesehen, während sie in ganz Polen für Schlesier gehalten werden.

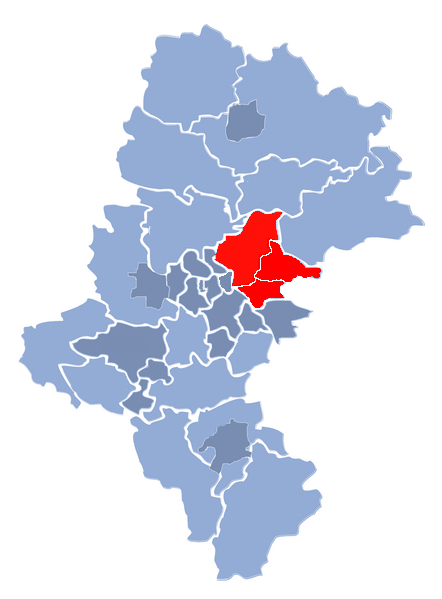
Zagłębie Dąbrowskie in der Woiwodschaft Schlesien 1999: Sosnowiec, Dąbrowa Górnicza, Landkreis Będzin (ohne Sławków)

## Gebiet
Zagłębie hat keine offiziellen Grenzen, historisch umfasst es:
- Sosnowiec – kreisfreie Stadt mit 241.100 Einwohnern,
- Dąbrowa Górnicza – kreisfreie Stadt mit 130.600 Einwohnern,
- Landkreis Będzin mit:
  - Będzin – Stadt mit 62.000 Einwohnern,
  - Czeladź – Stadt mit 35.000 Einwohnern,
  - Wojkowice – Stadt mit 9900 Einwohnern,
  - Sławków – Stadt mit 6800 Einwohnern (vor 2002 zu Kleinpolen),
  - Stadt und Gemeinde Siewierz mit 12.100 Einwohnern,
  - Gemeinde Psary – 10.800 Einwohnern,
  - Gemeinde Bobrowniki – 11.300 Einwohnern,
  - Gemeinde Mierzęcice – 7200 Einwohnern.

Die historisch zu Kleinpolen gehörende Kleinstadt Sławków, die noch in den 70er ein Stadtteil von Dąbrowa Górnicza war, wurde 1999 der Woiwodschaft Kleinpolen im Powiat Olkuski zugeteilt, womit die Einwohner nicht einverstanden waren. Wegen der jahrelangen wirtschaftlichen Beziehungen und Verkehrsanknüpfung entschieden die Einwohner, in die Woiwodschaft Schlesien zu wechseln (2002). Als selbständige Stadt konnte Sławków jedoch nicht in die kreisfreie Stadt Dąbrowa Górnicza eingegliedert werden, so ging sie in den Landkreis Będzin als dessen Exklave im Zagłębie.
Neben Brynica durchfließen zwei andere Flüsse Zagłębie: Czarna Przemsza und Biała Przemsza, die am historischen Dreikaisereck zusammentreffen und weiter als Przemsza in die Weichsel münden. Die Region ist hügelig und wegen des steinigen Bodens landwirtschaftlich uninteressant.
Manchmal werden auch entfernter gelegene Ortschaften und Landkreise zum Gebiet des Zagłębie gezählt, etwa die Städte Olkusz oder Zawiercie, was aber umstritten ist, da diese eine andere historische Entwicklung hinter sich haben und heute Zentren der jeweiligen Landkreise sind. Sie haben etwa eigene lokale Presse. Die Stadt Olkusz kehrte auch zur Region Kleinpolen nach der Verwaltungsreform von 1999 zurück.

## Name
„Zagłębie“ ([zaˈɡwɛmbjɛ]) bedeutet auf Polnisch so viel wie Revier, (Kohle)becken. Das Wort wurde vor 1850 in den geologischen Wortschatz von einem der berühmtesten polnischen Bergleute und Oberbeaufsichtiger der staatlichen Gruben und Hütten, Józef Patrycjusz Cieszkowski (1798–1867), eingebracht. Als Vorbild diente hier das französische Wort bassin für ein Gebiet, in dem Erze abgebaut werden.
Man musste im 19. Jahrhundert einen Namen für die sich im von Russland besetzen Teil Polens entwickelnde Region finden, die historisch nur zeitweilig zu Schlesien gehörte. Cieszkowski nannte es Zagłębie Węglowe w Królestwie Polskim (Kohlebecken im Königreich Polen). Da es auch andere Industriegebiete („zagłębie“) gab, wurde der Name um das Adjektiv „Dąbrowskie“ ergänzt (Dombrowaer Kohlebecken), was vom Namen der Arbeitergemeinde Dąbrowa – heute der Stadt Dąbrowa Górnicza abgeleitet wurde, obwohl die Hauptstadt der Region Sosnowiec und die historisch bedeutendste die Stadt Będzin sind. Dies geschah deshalb, weil in Dąbrowa die erste Steinkohlegrube entstand (1796). Da dieses Revier immer wichtiger und die anderen unwichtiger wurden, stand das Wort „Zagłębie“ immer öfter für die Region um Dąbrowa – so kann der Name Zagłębie auch ohne die Bezeichnung „Dąbrowskie“ gebraucht werden. Um Verwechslungen zu meiden, wird der ganze Name ausgeschrieben. Ab der zweiten Hälfte des 19. Jahrhunderts wurde das Gebiet in der deutschsprachigen Fachliteratur das Polnische Kohle(n)becken benannt. Die Bezeichnung Zagłębie Dąbrowskie wurde 1887 von Stanisław Kątkiewicz in einem Artikel der Warschauer Zeitung „Wszechświat“ erstmals benutzt.

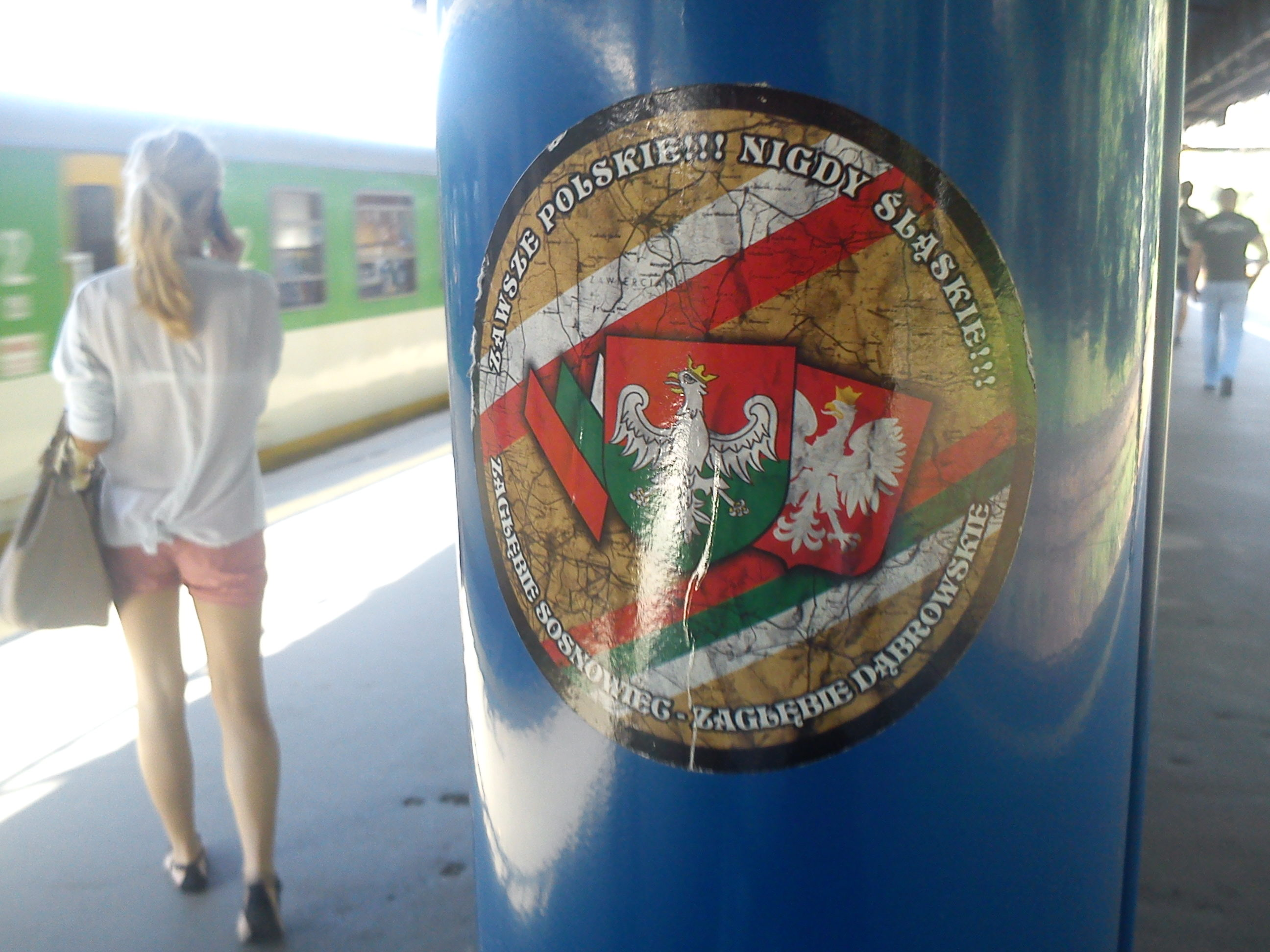
Zagłębie Sosnowiec – Zagłębie Dąbrowskie – Zawsze polskie!!! Nigdy śląskie!!!: Zagłębie (...) immer polnisch, nie schlesisch

Der Fußballverein Zagłębie Sosnowiec, dessen Fans oft separate regionale Identität von Oberschlesien betonen, ist ab dem Jahr 1962 nach dem Gebiet benannt.

## Geschichte

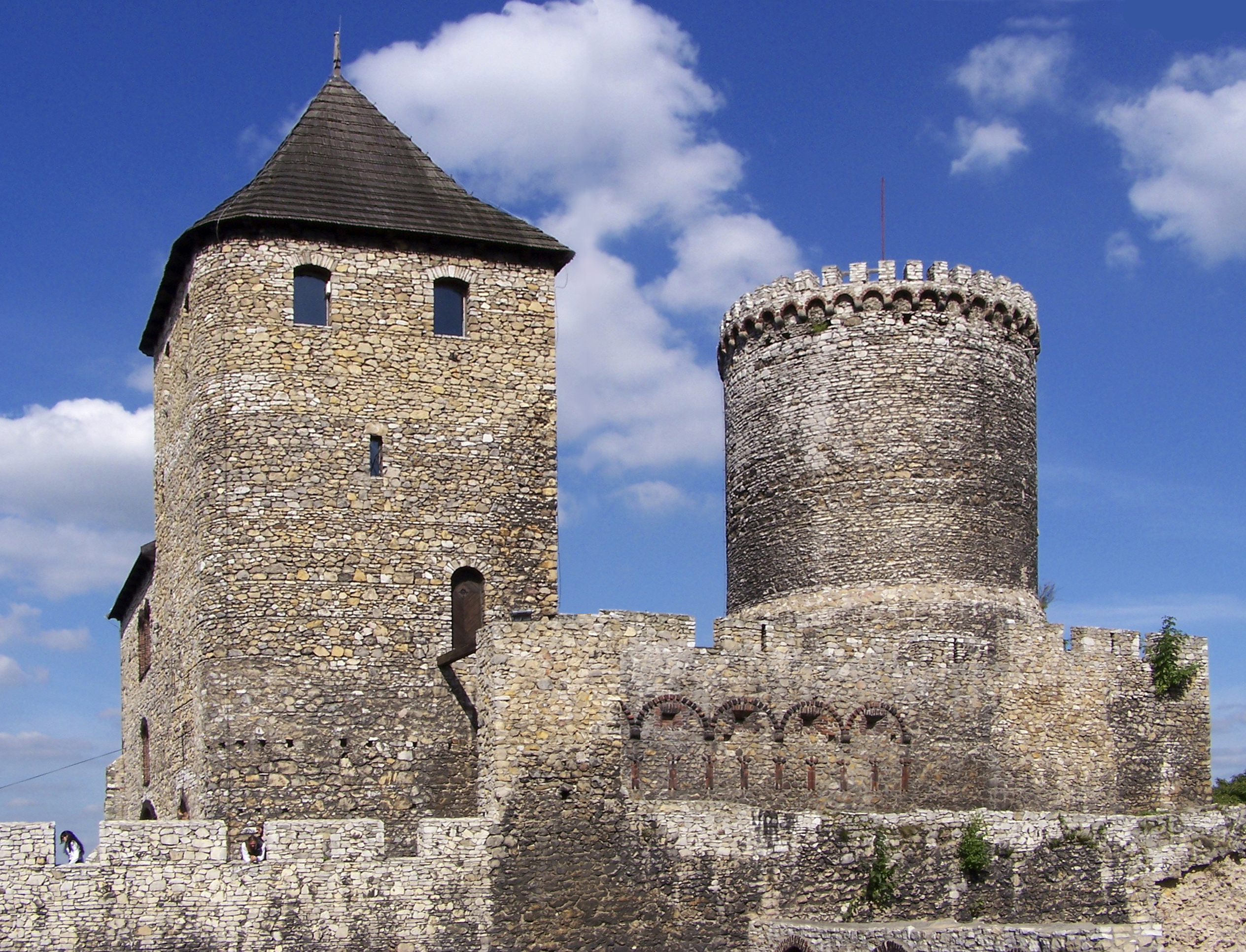
Die Burg in Będzin

Erste Ansiedlungen gab es hier schon im 9. Jahrhundert. In der heutigen Stadt Będzin wurde auf einem Hügel eine Burg errichtet, um die eine Siedlung entstand. Die Gebiete um Siewierz, sowie um Bytom (Beuthen), Pszczyna (Pless) und Oświęcim (Auschwitz) übertrug es 1178 der damalige Senior Kasimir II. „der Gerechte“ dem Ratiborer Herzog Mieszko I. „Kreuzbein“, der es seinem Herzogtum Ratibor und 1202 mit diesem zusammen dem Herzogtum Oppeln inkorporierte. Die neue schlesisch-kleinpolnische Grenze lag unmittelbar westlich von Będzin. 1327 wurden die oberschlesischen Herzogtümer zum Lehen des Königreichs Böhmen. Die Bedeutung von Będzin stieg weiter, die Burg in Będzin wurde manchmals als eine der Adlerhorst-Burgen betrachtet. Spätestens 1349 erhielt der Ort das Stadtrecht nach polnischem Recht. Die Burg sollte die Grenzen Polens vor den Angriffen der schlesischen (Oppelner) Piasten schützen.
1228 wurden die anderen Städte der Region, Sosnowiec (als ein Dorf) und Czeladź (als Chelad), das erste Mal urkundlich erwähnt (Die vierte Stadt Dąbrowa Górnicza wurde erst 1755 urkundlich erwähnt). Auch die Namen der Ortschaften Zagórze, Sławków, Grodziec, Poręby (später Porąbka), Klimontów, Wojkowice waren im 13./14. Jh. bereits bekannt. Hier muss gesagt werden, dass Zagłębie heute kaum in Verbindung mit diesen mittelalterlichen Ortschaften gebracht wird, verbreitet ist die Meinung, dass sich die Region erst im 19. Jahrhundert entwickelte.
Im 14. Jahrhundert übergab Herzog Kasimir II. einen Teil des heutigen Zagłębie (Czeladź, Wojkowice) an Kasimir, den Sohn des Herzogs von Ratibor. In den Jahren 1313–1337 war diese Landschaft Teil des Fürstentums Beuthen, später gehörte sie den Fürsten von Teschen. 1442 kehrte die Gegend mit dem Fürstentum Siewierz zum Krakauer Land zurück, diesmal jedoch nicht dem König untertan, sondern als Eigentum der Krakauer Bischöfe. Den schlesischen Piasten wurde das Land durch den Bischof Zbigniew Oleśnicki abgekauft, einem Heldenritter, der 1410 bei Tannenberg das Leben dem König Władysław II. Jagiełło rettete. Erst 1790 entschied der Große Sejm, dass das Fürstentum zum Eigentum der Königsrepublik wird und administrativ an die Woiwodschau Krakau angeschlossen wurde, die aber 1795 geteilt wurde. So entwickelte sich Zagłębie langsam an der Grenze zu Oberschlesien und Galizien. Diese Lage bestimmte auch sein späteres Schicksal.

### Neuschlesien

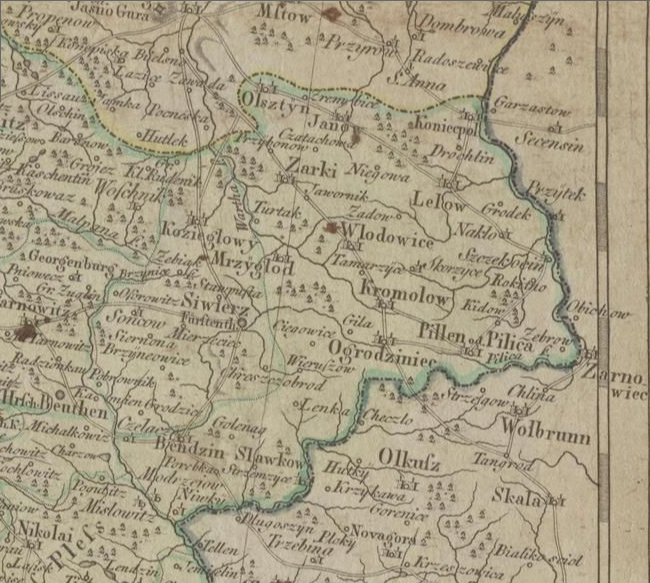
Neuschlesien im Jahr 1799

1785 wurden in Dąbrowa reiche Schichten an Steinkohle geortet, die leicht zu fördern war. Bergbau und Schwerindustrie sollten von nun an das Bild der Region prägen. 1788 entstand zwischen den Ortschaften Strzyżowice und Psary die erste, noch namenlose, Grube, die 1797 den Anfang für die Zeche Hoym gab.
Infolge der Dritten Teilung Polens wurde Zagłębie 1795 ein Teil des sog. Neuschlesiens (Nowy Śląsk) in Preußen. Die Steinkohle, die die Bürger von Będzin zum Heizen nutzten, sollte nun industriell genutzt werden. Neuschlesien eröffnete Tor für das westliche Kapital. Aus dieser Zeit stammt der Name des Stadtteils Reden in Dąbrowa Górnicza, denn die erste Zeche wurde (1796) nach dem Oberberghauptmann Friedrich Wilhelm von Reden benannt. Eine andere Grube an der Grenze zwischen Dąbrowa und Będzin bekam einige Dutzend Jahre später den Namen „Paryż“ (Paris-Grube) wegen der französischen Investoren, heute Kopalnia Węgla Kamiennego Paryż. Nach der Niederlage Preußens gegen Napoleon wurde Zagłębie 1807 Teil des von Napoleon gegründeten Herzogtums Warschau. Seit dem Vertrag von Kalisch (antinapoleonische Übereinkunft zwischen Preußen und Russland) von 1813 war Zagłębie wie der Rest des Herzogtums faktisch russisch.

### Ringen um Zagłębie

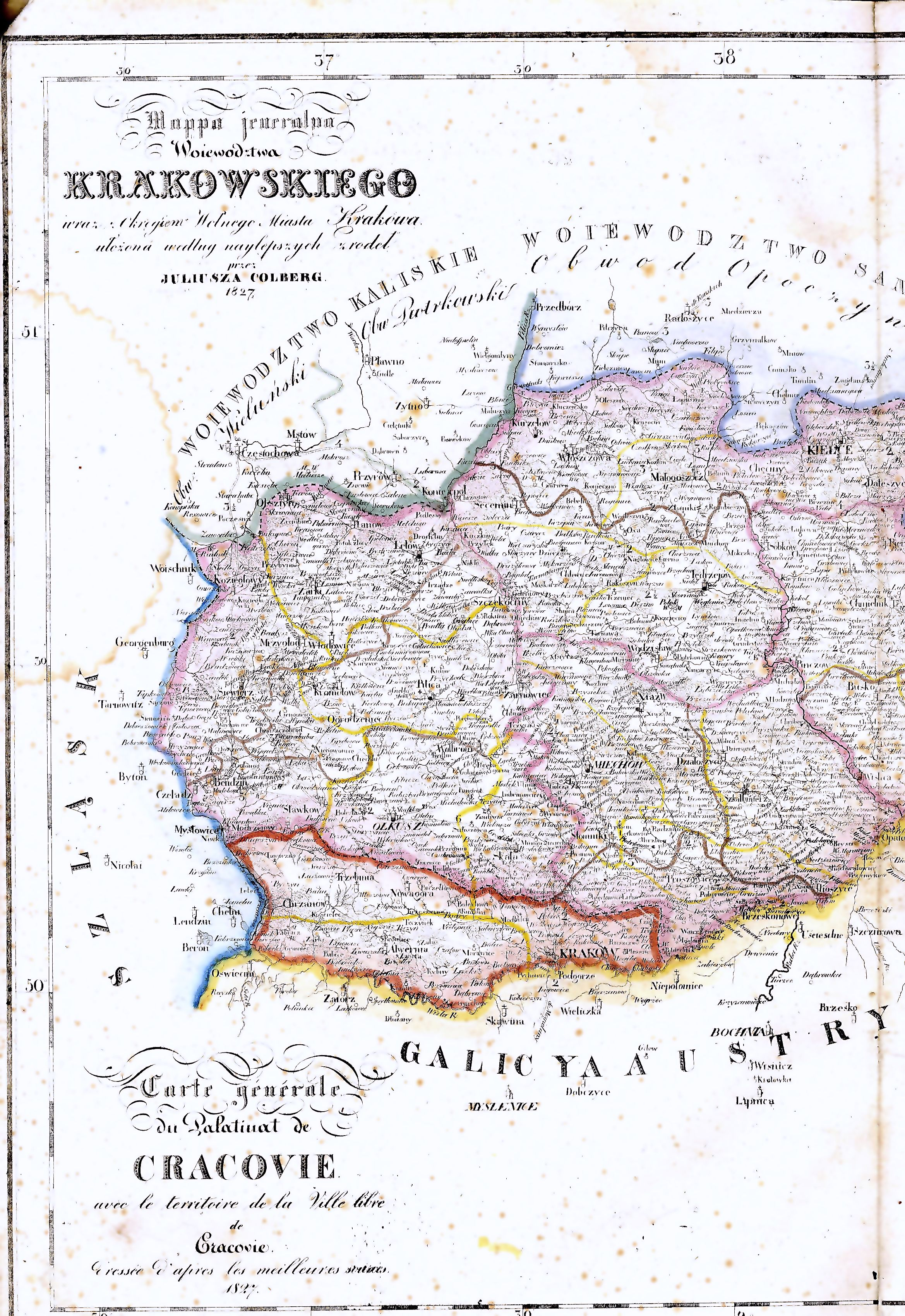
Woiwodschaft Krakau im Jahr 1827 in Kongresspolen

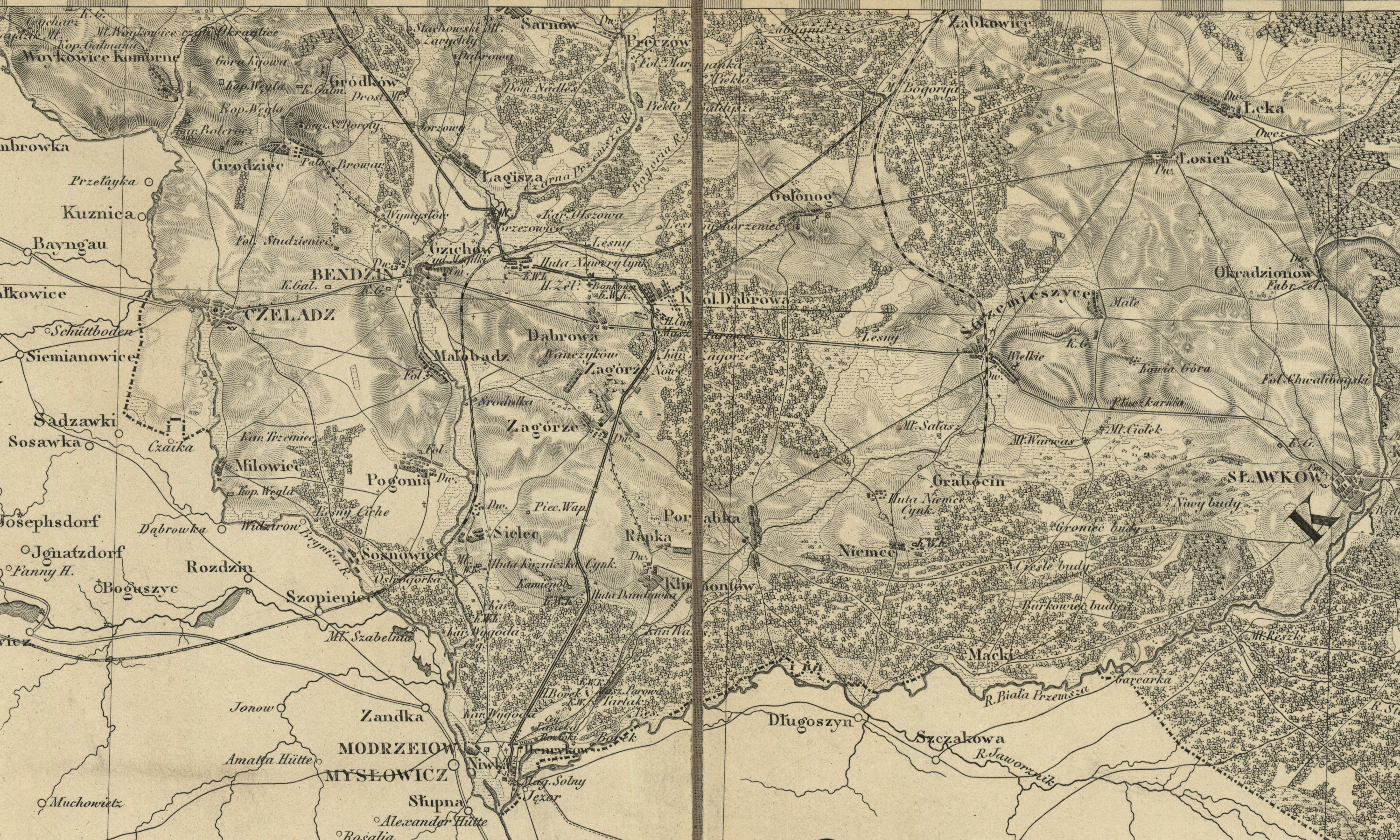
Das Gebiet auf einer russischen Karte aus dem Jahr 1843, noch in der frühen Phase der Entwicklung, vor der Eröffnung der Warschau-Wiener Eisenbahn

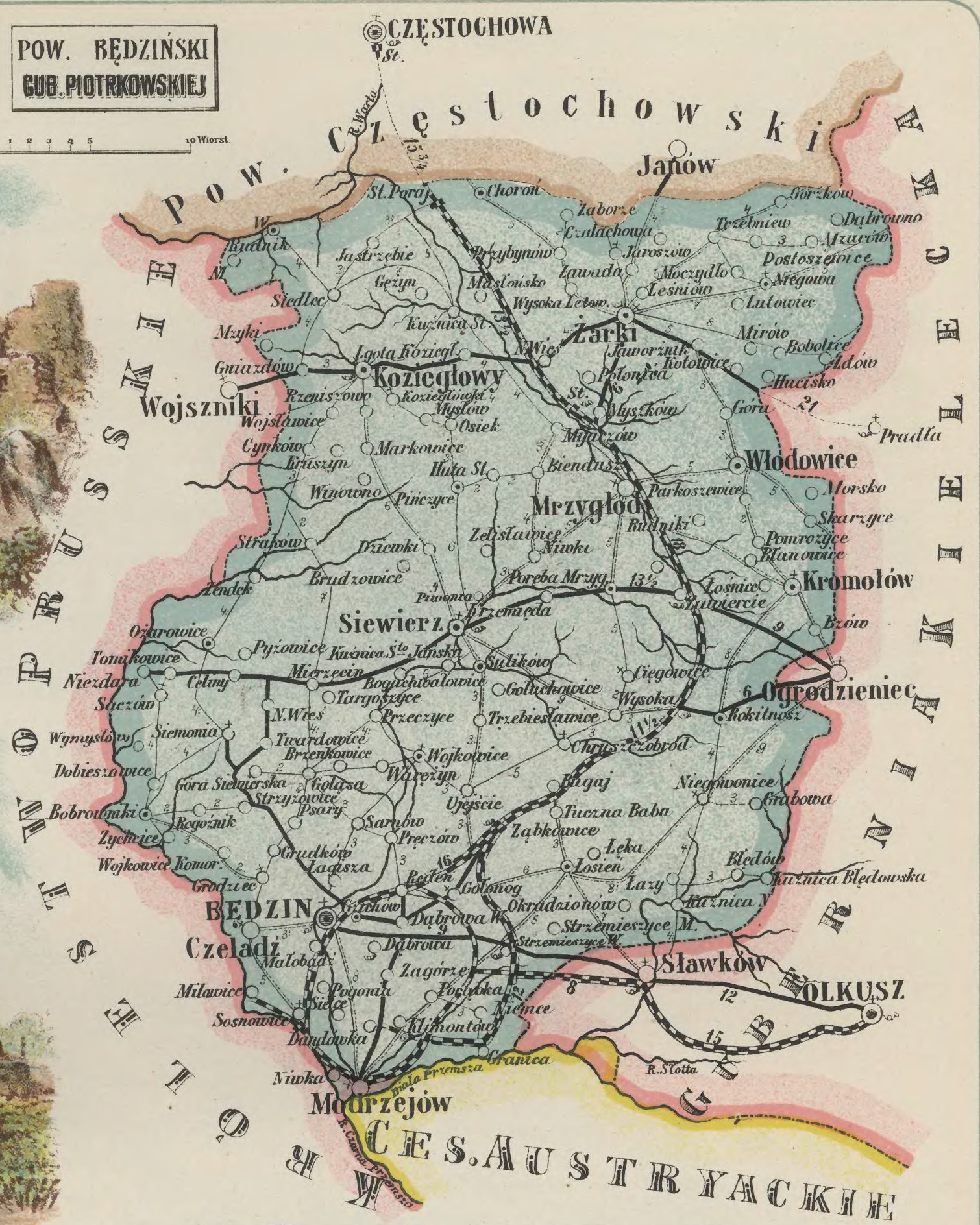
Powiat Będziński in 1907, in den Grenzen aus 1867–1914

Der Wiener Kongress 1815 gab die Landschaft an das neu gegründete Kongresspolen. 1823 wird eine Zeche in Grodziec bei Będzin eröffnet, 1825 die nächste: Ksawery-Zeche zwischen Będzin und Dąbrowa (benannt nach dem Minister Ksawery Lubecki).
In dieser Zeit erlebte die Region dank der Industrialisierung einen rasanten Aufschwung, bekam den Namen Zagłębie Dąbrowskie und wurde Konkurrent des preußischen Oberschlesischen Industriegebietes. Deutsche und Franzosen investierten in dem Kohlebecken, das ein Tor zum russischen Imperium war und wegen zollfreier Geschäfte Fortune bringen konnte. Was Krupp für das Ruhrgebiet war, das waren für Zagłębie die Namen der Deutschen Dietl und Schön. Neben den Zechen und Stahlwerken wurden auch andere Betriebe wie z. B. Spinnereien aufgebaut. Allein in Będzin waren Ende des 19. Jahrhunderts 11 Zechen in Betrieb.
Zur schnellen Entwicklung von Zagłębie zum wichtigsten Industriezentrum im Königreich Polen trug die 1859 eröffnete Warschau-Wiener Eisenbahn bei, die erste Bahnlinie in Polen. Die Gleise lieferte die größte und modernste Stahlhütte Kongresspolens – die „Bankowa-Hütte“, die um 1850 in Dąbrowa mit Hilfe der Polnischen Bank entstand. Eine vergleichbare Entwicklung erlebte sonst nur noch Łódź, ein auch im russisch besetzen Teil an der Grenze zu Preußen gelegenes Dorf. Hier war jedoch die Textilindustrie der Auslöser des Aufschwungs, der Łódź zur zweitgrößten Stadt Polens machte. Wären die Kerngemeinden in Zagłębie damals zu einer Stadt verschmolzen, würde diese heute 0,5 Mio. Einwohner zählen (Dąbrowa, Sosnowiec, Czeladź und Będzin).
Die Entwicklung der modernen Industrie lockte viele Fachkräfte und Ingenieure sowie Staatsbeamte aus Warschau ins Zagłębie. Die Arbeiter kamen nach Zagłębie aus Kleinpolen und Schlesien, sogar aus Sachsen. Bergleute aus Sachsen und dem Harz gründeten 1825 die Kirchengemeinde Bendzin bzw. Dombrowa, die Protestanten im Dombrowaer Kohlenbecken (1840 insgesamt 232 Personen, hauptsächlich in Bendzin, Dombrowa – 111 im Jahr 1841 – und in der Kolonie Reden) umfasste. Später entstand eine unabhängige Gemeinde in Sosnowiec.
Die Russen waren jedoch nicht an einer schnellen Entwicklung Zagłębies interessiert, damit sich das Königreich Polen nicht zu schnell entwickelte bzw. die reiche Gegend dem benachbarten Preußen nicht ins Auge falle.
Auch den Polen war die russische Herrschaft nicht ganz egal. 1860 erhob sich das Volk wieder zum Kampf. In Zagłębie wurden russische Embleme durch polnische ersetzt. Im Januar 1863 brach in Polen der Januar-Aufstand aus. Junge Arbeiter aus Zagłębie begannen den Kampf mit Angriffen auf die russischen Grenzbeamten, unterstützt von der Bevölkerung, so übergaben jüdische Kaufleute in Będzin 10.000 polnische Złotys an die Aufständischen. Der letzte Kampf fand im Mai 1864 statt. Auch dieser Aufstand gelang den Polen nicht wie geplant.
1902 erlaubten russische Behörden Sosnowiec, eine Stadt mit Stadtrechten zu werden. Schlechte Arbeitsbedingungen, Ausbeutung der Arbeiter und immer mehr verwüstete, industrieverschmutzte Landschaft, schlechte Lebensbedingungen und Geldbetrug im lokalen sozialen System der Bergleute trugen zur wachsenden Unzufriedenheit der Arbeiter und deren Familien gegen die Direktoren der Betriebe, Fabrikanten, aber auch gegen die russischen Behörden bei. Sozialistische Aktivisten gewannen an Sympathie. 1905 kam es in Zagłębie, wie im Industrierevier Łódź, zu heftigen Protesten und Streiks, die von der zaristischen Polizei blutig niedergeschlagen wurden. Seitdem wird die Region auch Rotes Revier – Czerwone Zagłębie – genannt. Die roten Fahnen der Proletarier wurden später zum Symbol des Arbeiterkampfs. Ein „Rote-Fahnen-Denkmal“ steht heute im Zentrum der Stadt Dąbrowa Górnicza. Das Denkmal der „Revolutionstat“ an der Hauptstraße von Sosnowiec (Czerwone-Zagłębie-Straße) wurde dagegen nach der Wende 1989 abgebaut. Leider wurden die Sozialisten von damals voreilig mit den späteren Kommunisten vermischt, mit denen sie nicht viel Gemeinsames hatten.
Im Ersten Weltkrieg wurde Zagłębie 1914 von Deutschen und Österreichern besetzt. Die Grenze der Besatzungszonen verlief mit der Eisenbahnlinie. Damit wurde auch der Landkreis Będzin geteilt. Infolgedessen bekam 1916 die im österreichischen Teil liegende Gemeinde Dąbrowa Górnicza Stadtrechte am Geburtstag des österreichischen Kaisers und wurde der Sitz des Landkreises. Der neue Landkreis umfasste auch die Gemeinden Choroń, Kromołów, Łosień, Niegowa, Gołonóg, Strzemieszyce Wielkie, Niwka, Włodowice, Zagórze und Żarki.

### 1918–1939
Mit der Neugründung Polens 1918 wurde Zagłębie wieder polnisch und der Woiwodschaft Kielce eingegliedert und damit nicht der 1922 begründeten Woiwodschaft Schlesien (obwohl es Pläne des Anschlusses an die Woiwodschaft Schlesien gab). Der Unterschied zwischen dem „polnischen“ Zagłębie und dem „schlesischen“ Teil des Kohlebeckens bestand fort. Ende der 1920er Jahre entstand ein Normalspur-Straßenbahnnetz in Zagłębie. Erst nach der Umspurung der schlesischen Schmalspurbahnen entstand eine Straßenbahnverbindung nach Katowice und Chorzów (damals Królewska Huta). Die Linie war sehr stark frequentiert, da in Sosnowiec gut und billiger eingekauft werden konnte (viele jüdische Läden). Auch in Sachen Wettspiele oder Prostitution war Sosnowiec für die Schlesier ein Ziel, offiziell jedoch eher als verdorbene Gegend verpönt. Dazu waren die Zagłębiacy in Oberschlesien als Konkurrenten auf dem Arbeitsmarkt angesehen, was den Beziehungen der beiden Regionen nicht weiterhalf.
1918 bekam Czeladź sein Stadtrecht zurück. 1919 wurden die Landkreise von Będzin und Dąbrowa Górnicza wieder zusammengefasst unter dem Namen Będzin-Dąbrowa-Landkreis (powiat będzińsko-dąbrowski), 1923 jedoch in Landkreis Będzin umbenannt (powiat będziński). 1927 wurde aus ihm der Landkreis Zawiercie im Nordosten ausgegliedert und damit von Zagłębie abgetrennt.
1934 wurde Sosnowiec als erste kreisfreie Stadt im Zagłębie bestätigt. Beim Landkreis Będzin verblieben zwar noch die Ortschaften Zagórze, Niwka, Maczki, Porąbka, Klimontów, Kazimierz und Ostrowy Górnicze (ursprünglich Niemce), die aber in den nächsten Jahrzehnten von Sosnowiec eingemeindet werden.
In den 1920ern und 1930ern bildete sich die Innenstadt von Sosnowiec in der Form, wie sie heute aussieht.

### Zweiter Weltkrieg
Nach dem Überfall Deutschlands auf Polen wurde Zagłębie im September 1939 dem deutschen Grenzschutz-Abschnitt-Kommando 3 Chef der Zivilverwaltung in Kattowitz (Katowice) unterstellt. Seit dem 26. Oktober 1939 gehörte die Region zum Generalgouvernement für die besetzten polnischen Gebiete. Erst mit der endgültigen Festlegung der neuen deutschen Ostgrenze wurden die Städte der Region am 20. November 1939 völkerrechtswidrig in das Deutsche Reich eingegliedert und gehörte nunmehr zum Regierungsbezirk Kattowitz in der alten preußischen Provinz Schlesien (Kreisfreie Stadt Sosnowiec und Landkreis Bendsburg). Damit wiederholte sich die Geschichte und Zagłębie Dąbrowskie wurde zum anderen Mal mit Schlesien verbunden. Die hohe Zahl an Juden führte zur Entstehung von Ghettos. Im Gegensatz etwa zu der Lage in Warschau durften die Juden sogar mit den Straßenbahnen fahren, wenn auch nur im zweiten Beiwagen (ohne Sitzbänke). Die meisten der hiesigen Juden wurden im 80 km entfernten Auschwitz ermordet. Da es sich oft um reiche Kaufleute mit Vermögen handelte, gingen die Transporte aus Zagłębie als „an Sachen wertvollste“ in die Geschichte des KZ ein. Ende Januar 1945 wurde Zagłębie befreit – die Truppen der Roten Armee marschierten ein.

### Nach 1945

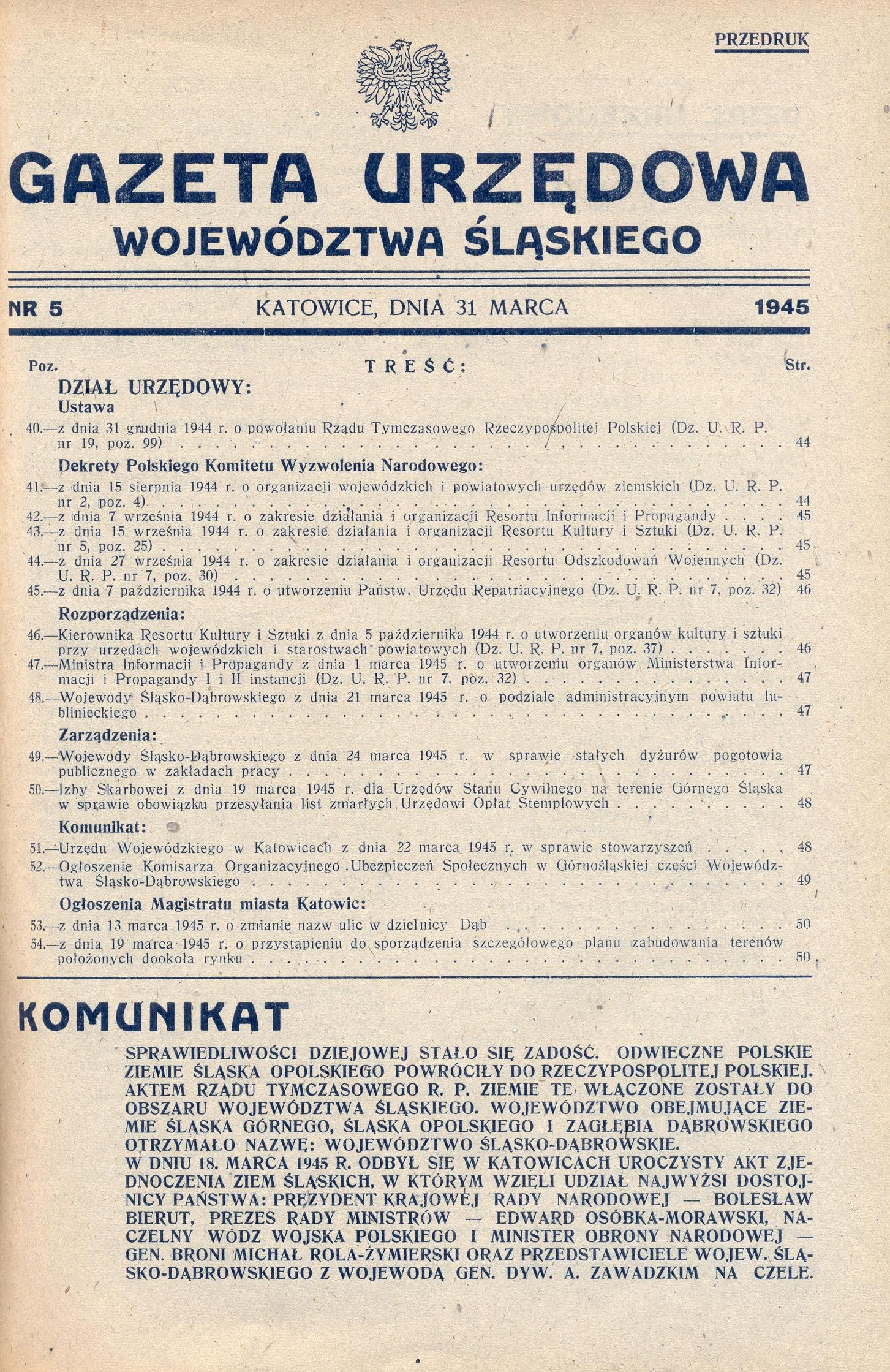
Rechtsakt der Umbenennung der Woiwodschaft „Śląskie“ zu „Śląsko-Dąbrowskie“, 31. März 1945

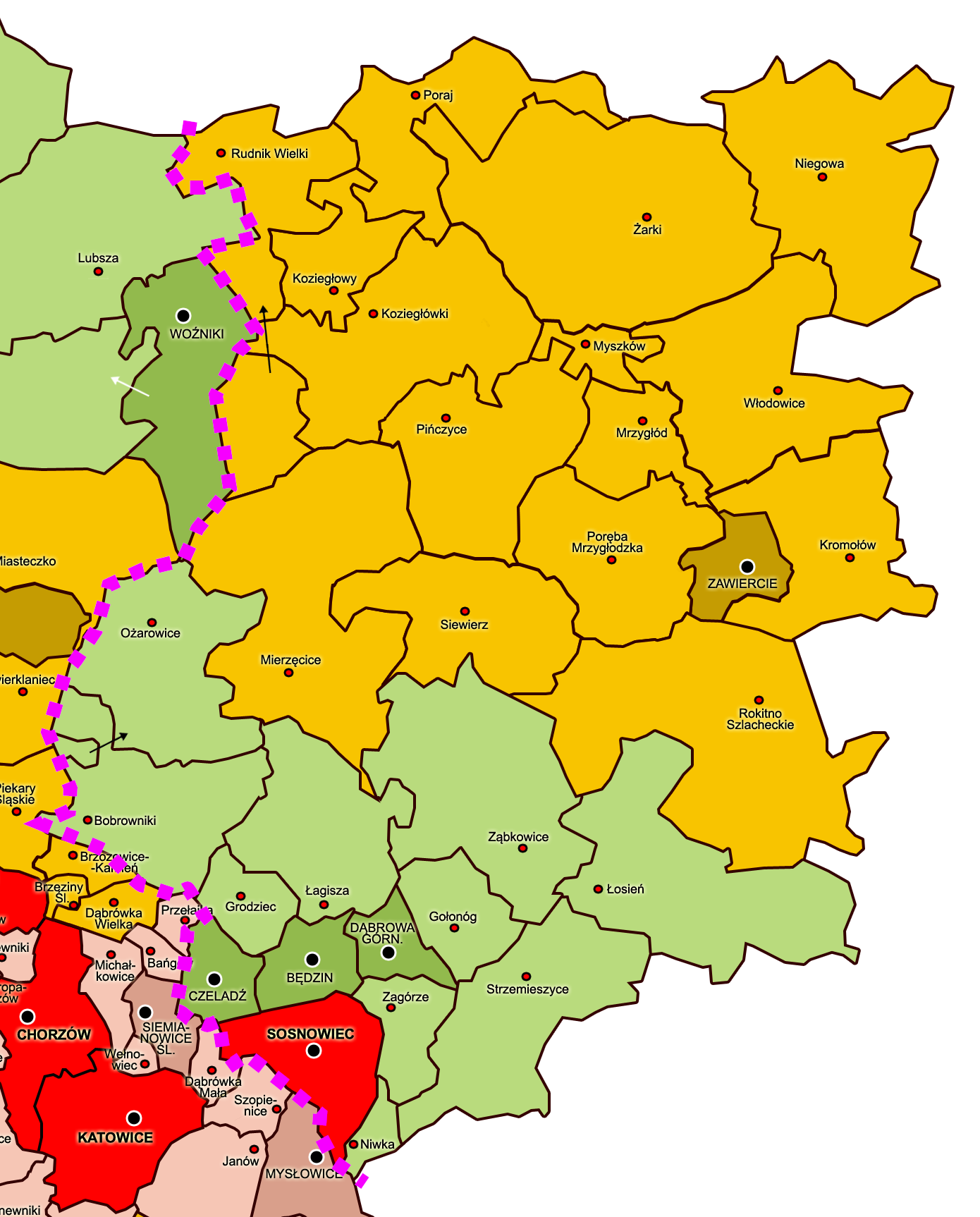
Die Powiate Sosnowiec, Będzin und Zawiercie als die einzigen nicht schlesischen Kreise der Woiwodschaft „Śląsko-Dąbrowskie“

Entwicklung der Grenzen der Woiwodschaft Schlesien bzw. Katowice

Im kommunistischen Polen wurde Zagłębie mit Oberschlesien im Jahr 1945 durch die Woiwodschaft Schlesien (1945–1950) vereint und bildet seitdem das Oberschlesische Industriegebiet. Zunächst wies der Name der neuen Woiwodschaft auf dieses Zusammenwachsen hin, indem sie als auch „Śląsko-Dąbrowskie“ bezeichnet wurde (kurzzeitig wurde die Woiwodschaft Katowice auch „Stalinogroder“ genannt als Katowice in Stalinogród umbenannt wurde).
- 1948 wird Będzin als kreisfreie Stadt aus dem Landkreis Będzin ausgegliedert. Im Landkreis verblieben Grodziec und Łagisza (die erst später Stadtteile von Będzin wurden).

Einen ähnlichen Weg ging 1949 Dąbrowa Górnicza. Auch diese nun kreisfreie Stadt wird erst später die noch im Landkreis liegende Ortschaften Gołonóg, Ząbkowice, Strzemieszyce, Łosień, Łęka, Błędów eingemeinden.
- Mit dem Jahre 1950 entsteht eine neue Teilung der Gemeinden im Landkreis Będzin. Die neuen Gemeinden sind jetzt: Grodziec, Łagisza, Gołonóg, Ząbkowice, Sączów, Kazimierz und Strzemieszyce.

1951 wird Czeladź kreisfreie Stadt. Die Gemeinde Grodziec bekommt Stadtrecht. 1953 wird Niwka an die kreisfreie Stadt Sosnowiec angeschlossen.
- Die schnell wachsenden Gemeinden erzwungen weiterhin Veränderungen in der Verwaltungsordnung der Region:
- 1954 bekam die Gemeinde Strzemieszyce Wielkie Stadtrechte.
- 1960 wurde Gołonóg Stadtteil von Dąbrowa Górnicza.
- 1962 Stadtrechte bekommen die Gemeinden Wojkowice und Ząbkowice und 1967 die Gemeinden Kazimierz Górniczy, Klimontów, Łagisza, Porąbka und Zagórze.
- Der von neuen kleinen Städtchen gefüllte Landkreis brauchte wieder eine Reform. Neue Gemeinden entstanden 1972: Bobrowniki, Psary, Łosień, Ząbkowice, Wojkowice Kościelne. Die Gemeinde Ożarowice wurde dagegen an den schlesischen Landkreis Tarnowskie Góry abgegeben.
- 1973 ging die Gemeinde Łagisza vom Landkreis Będzin in die kreisfreie Stadt Będzin als deren Stadtteil über. Kazimierz wurde der Stadt Porąbka angeschlossen.
- Die Verwaltungsreform in Polen 1975 bringt eine neue Entwicklung. In ihr wurden kleinere Woiwodschaften ohne Landkreise geschaffen.

So entstand eine neue kleinere Woiwodschaft Katowice, die bis 1998 bestand. Im Revier fanden weitere Veränderung der Stadtgrenzen statt.
- 1975 wurden Grodziec ein Stadtteil von Będzin und Strzemieszyce Wielkie ein Stadtteil von Dąbrowa Górnicza. Sosnowiec vergrößerte sein Stadtgebiet um Kazimierz Górniczy (mit Porąbka), Klimontów, Zagórze und Maczki. Die Gemeinde Wojkowice Kościelne wurde aufgelöst.
- 1977 ist die Stadt Będzin noch einmal gewachsen, indem sie die Stadt Wojkowice eingemeindete. Auch die Stadt Dąbrowa Górnicza wurde zum wiederholten Mal vergrößert um die Gebiete der Städte Ząbkowice und Sławków. Bis 1975 lag Sławków im Landkreis Olkusz und 1984 wurde es wieder eine eigenständige Stadt.
- Auch Wojkowice konnte sich aus der Obhut der Stadt Będzin 1992 lösen. Der Stadt Dąbrowa Górnicza wurde im selben Jahr das Dorf Trzebiesławice angeschlossen.

### Edward Giereks Heimat in den 1970er Jahren
Der Unterschied zum schlesischen Teil des Industriegebietes wurde in den 1970er Jahren noch einmal deutlicher, da der damalige Staatschef Edward Gierek aus einer Sosnowitzer Vorstadt stammte. So wurden im Zagłębie viele alte Arbeiterkolonien abgerissen und an deren Stelle moderne, großzügig angelegte Wohnsiedlungen, meist als Plattenbau, aufgebaut. Dazu kam die komplette Umgestaltung aller Hauptwege zu breiten Straßen oder Alleen mit in der Mitte auf dem Rasen geführter Straßenbahn. Deren Linie Nr. 15 von Katowice nach Sosnowiec war in den 1980er Jahren die modernste des Landes – heute kaum noch von Bedeutung. Bis heute erlaubt das Straßennetz im Zagłębie schnellen und staufreien Autoverkehr. Auch eine der größten Wirtschaftsinvestitionen des sog. neuen Sozialismus in den 1970er Jahren war die in Dąbrowa Górnicza aufgebaute Riesen-Stahlhütte „Katowice“ (heute im Weltkonzern Mittal Steel Company), die das Bild dieser Großstadt wesentlich veränderte, als die Straße zwischen der Innenstadt und den Werken zur Gratlinie wurde. In Dąbrowa entstand auch Pogoria III, ein Kunstsee auf dem ehemaligen Sandgrubengelände als Erholungsgebiet für die Vierstadteinwohner. Das moderne, hochentwickelte und „saubere“ sozialistische Zagłębie stand damit im Kontrast zum „verschmutzten“, rückständigen und eher der Regierung in Warschau gegenüber feindlich eingestelltem Oberschlesien, wo bis heute alte Arbeiterkolonien, schmale Straßen und eingleisige Straßenbahnstrecken zu finden sind. Die Entwicklung der 1970er Jahre zog viele Polen aus anderen Ecken des Landes ins Zagłębie.

### Zagłębie in der Woiwodschaft Schlesien
Nach der Verwaltungsreform von 1999 kehrte man zu den großen Woiwodschaften (Regionen) sowie Landkreisen und kreisfreien Städten zurück. Die Stadt Sławków ging dabei zur Woiwodschaft Kleinpolen über, 2002 kam sie jedoch zur Woiwodschaft Schlesien.

## Heute
Nach dem Zusammenbruch der sozialistischen Wirtschaft mussten sich auch die Einwohner Zagłębies mit der neuen Zeit abfinden. Viele der Steinkohlegruben wurden geschlossen und die Arbeitslosigkeit wurde Alltagssache. Nicht alle Betriebe konnten restrukturiert werden. Einige der in den 70er Jahren aus anderen Teilen Polens angezogenen Einwohner erwogen die Rückkehr. Zurzeit hat sich die Lage stabilisiert, es werden auch einige neue Betriebe geöffnet. In Dąbrowa Górnicza konnten in den letzten Jahren eine große Sporthalle, ein Aquapark und ein modernes Stadtamt gebaut werden. Auch die Innenstadt von Sosnowiec wurde zur Jahrhundertwende wesentlich modernisiert zum 100-jährigen Bestehen der Stadt (Stadtrechte von 1902), wobei der ehemals russische Grenzbahnhof von 1858 saniert wurde. In den 90er Jahren entstanden in der Region viele Einkaufszentren, die wegen des dichten Verkehrsnetzes auch mit dem ÖPNV zu erreichen sind, obwohl sie außerhalb der Innenstädte liegen. Sichtlich ist jedoch der marode Zustand des ÖPNV-Netzes auf wenig frequentierten Strecken. Außer den Instituten der Schlesischen Universität wurden auch Privathochschulen in Sosnowiec und in Dąbrowa Górnicza gegründet. Zu den bekannten ansässigen Firmen im Zagłębie gehören: Foster Wheeler Energia Polska Sp. z o.o., TIMKEN Polska Sp. z o.o., Fleischbearbeitungswerke DUDA, Centrum Mercedes – Daimler Chrysler, DHL Logistics, Buderus und Reifenhersteller Magneti Marelli.
Dąbrowa Górnicza ist der Sitz der Kommunistischen Partei Polens. Im Wahlbezirk Nummer 32, der das Gebiet umfasst, die linken Parteien erhalten konsequent viel größere Stimmenanzahlen als in Oberschlesien.

## Verkehr
Ein gut ausgebautes Straßennetz bindet die Städte Zagłębies zusammen. Mit Bussen (Normal- und Schnellservice) und/oder Straßenbahnen kann man auch in die benachbarten schlesischen Städte Katowice, Mysłowice und Bytom oder südlich nach Jaworzno reisen. Die meisten Stadtbusse gehören dem kommunalen Busbetrieb PKM Sosnowiec (mit Depots auch in Będzin und Dąbrowa Górnicza). Auch Privatunternehmen bedienen die Linien im Auftrag des kommunalen Metropolen-Verkehrsverbundes ZTM. Der Straßenbahnbetrieb ist auch im ZTM-Tarif integriert. Auch einige Privatbusse rollen auf den meistfrequentierten Strecken und bieten zu Dumpingpreisen etwas bequemeren und schnelleren Service an, da sich gebrauchte Reisebusse bei langen Fahrten zwischen den Städten besser als übliche Stadtbusse mit wenigen Sitzplätzen eignen. Eine S-Bahn, die bis nach Gliwice im Westen des Industriegebietes reichte, wird seit Jahrzehnten geplant und nicht umgesetzt. Gebaut wird derzeit eine Bahnstrecke zum Flughafen Katowice Pyrzowice.
In Zagłębie gabelt sich die Katowicer Ausfallstraße in zwei Richtungen aus: nach Warschau und nach Krakau. Eine am Rande der Region liegende Umwegungsstraße macht es möglich, den aus der Richtung Warschau kommenden Autofahrern über Ost-Zagłębie nahe der Katowice-Stahlhütte zu der Straße in Richtung Süden (Erholungsgebiete im Gebirge) zu kommen, ohne Katowice durchfahren zu müssen. Auch diese Investition, im Volksmund Gierek-Straße („Gierkówka“) sorgte für viel Sympathie für den Staatschef. Durch Zagłębie verläuft auch die beste Bahnverbindung des Landes – von Katowice nach Warschau – die der schon historischen Wiener-Warschauer Eisenbahn. So kommt man von Sosnowiec direkt auch nach Prag, Wien und Budapest. Nicht weit von der Stadt Będzin bei Pyrzowice liegt der internationale Flughafen Katowice.

## Kultur und Hochschulen

Generische Darstellung des Wappens von Zagłębie

In Zagłębie gibt es das Teatr Zagłębia in Sosnowiec sowie das Theater der Kinder Zagłębies in Będzin. In Dąbrowa Górnicza befindet sich dagegen eines der größten Kulturhäuser des Landes – das aus den 50er Jahren stammende Pałac Kultury Zagłębia mit einem großen Veranstaltungssaal. Jede der drei Städte hat eine eigene Musikschule.
- Die Philologie- und Geologie-Institute der Schlesischen Universität, die in Sosnowiec beheimatet sind, trugen zum Zusammenwachsen von Zagłębie und Oberschlesien bei.

Zu einigen anderen Hochschulen gehören:
- Management und Marketing-Hochschule (Wyższa Szkoła Zarządzania i Marketingu)
- Fakultät für Automatik, Elektronik und Informatik der Schlesischen TU (Politechnika Śląska, Wydział Automatyki, Elektroniki i Informatyki)
- Pharmafakultät der Schlesischen Medizin-Akademie (Śląska Akademia Medyczna w Katowicach, Wydział Farmaceutyczny)
- Kolleg für Wirtschaftsprachen der Schlesischen Universität (Kolegium Język Biznesu Uniwersytetu Śląskiego)

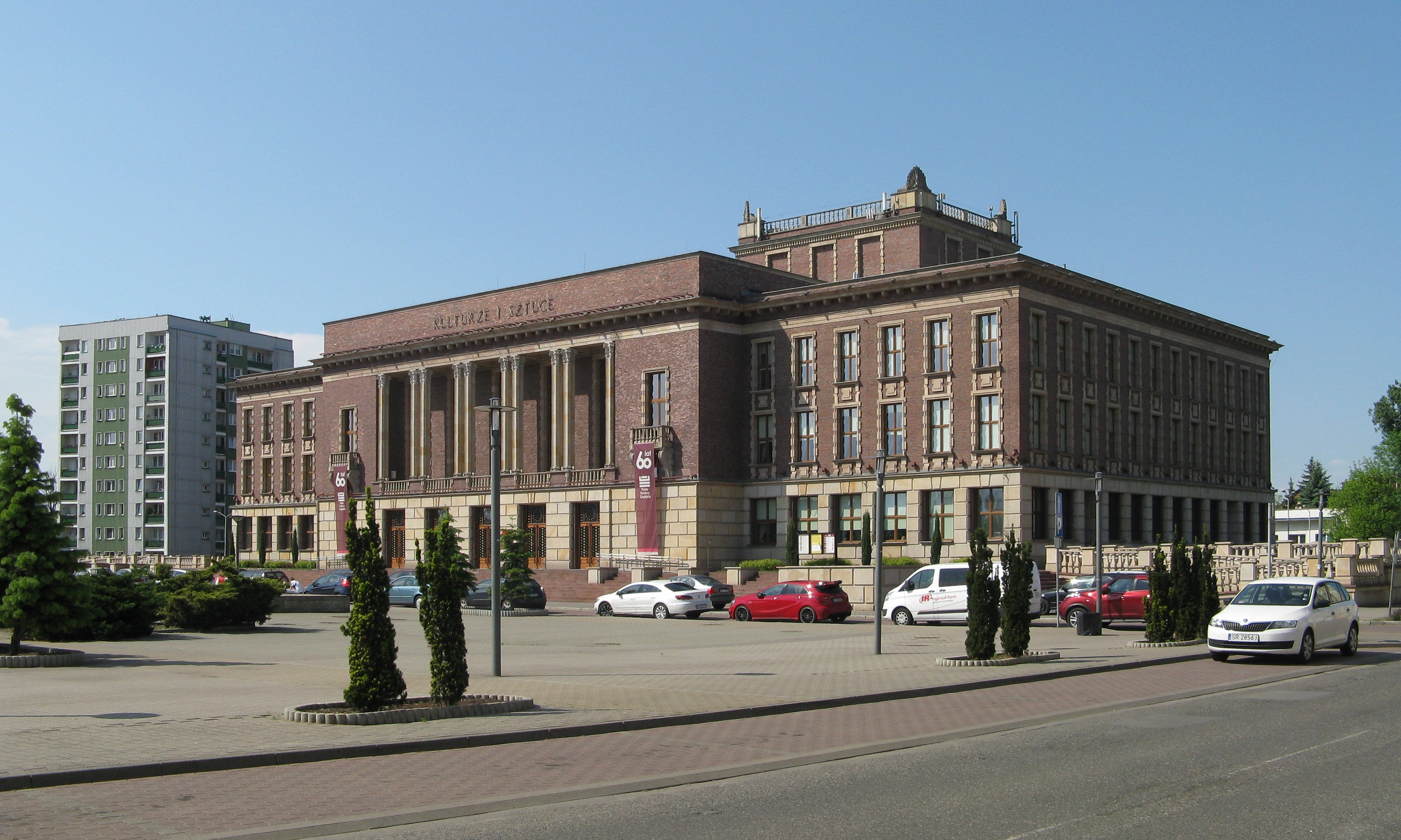
Palast der Kultur Zagłębies

## Sehenswertes
- Burg in Będzin (13./14. Jh.)
- Exotarium (Tropikhaus) in Sosnowiec
- Jägerschloß Sielec in Sosnowiec (mit Kulturzentrum, Zamkowa-Str.)
- Dietl-Palast in Sosnowiec-Pogoń (Żeromskiego Str.)
- Schön-Palast mit Park in Sosnowiec-Środula (1 Maja Str.)
- Städtisches Museum (Muzeum Miejskie) „Sztygarka“ in Dąbrowa Górnicza (Górnicza-Str.)
- Basilika zu Muttergottes der Engel (Matki Boskiej Anielskiej) in Dąbrowa Górnicza (Innenstadt)
- Palast der Kultur Zagłębies (Pałac Kultury Zagłębia) in Dąbrowa Górnicza (Innenstadt)
- Stanislau-Kirche in Czeladź